# North Bank
North Bank é uma das seis regiões da Gâmbia. Tem uma área de 2 256 km² e uma população de 172 806 habitantes. A sua capital é a cidade de Kerewan.

## Distritos
North Bank está dividida em seis distritos:
- Central Baddibu
- Jokadu
- Lower Baddibu
- Lower Niumi
- Upper Baddibu
- Upper Niumi